# Société des chemins de fer de Mandchourie du Sud

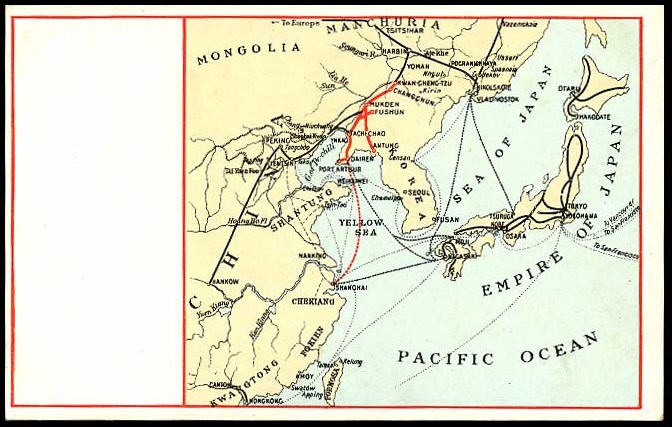
Carte postale promotionnelle des années 1920, les lignes ferroviaires en rouge sont celles gérés par la Société des chemins de fer de Mandchourie du Sud.

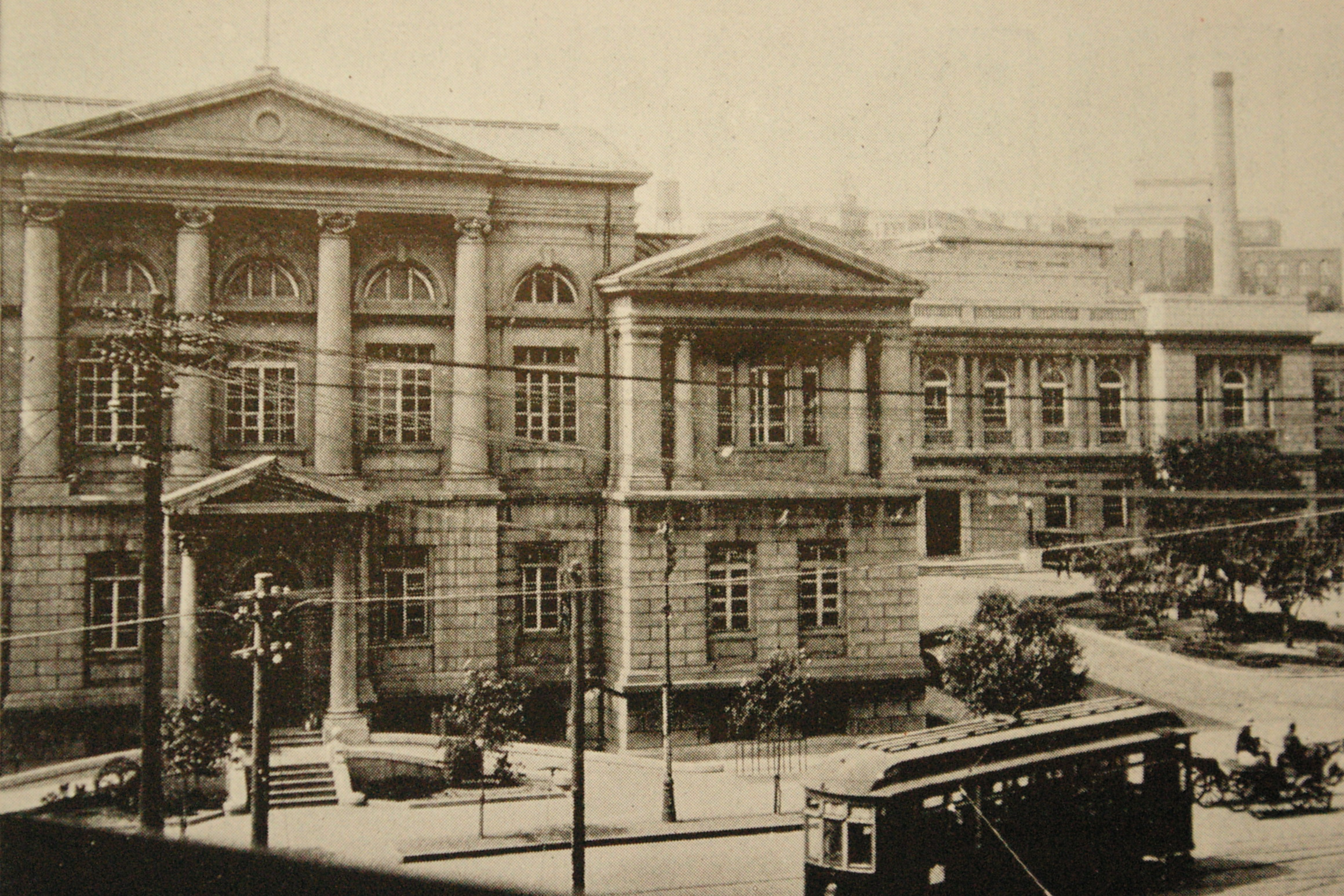
Siège de la société des chemins de fer de Mandchourie du Sud à Dalian.

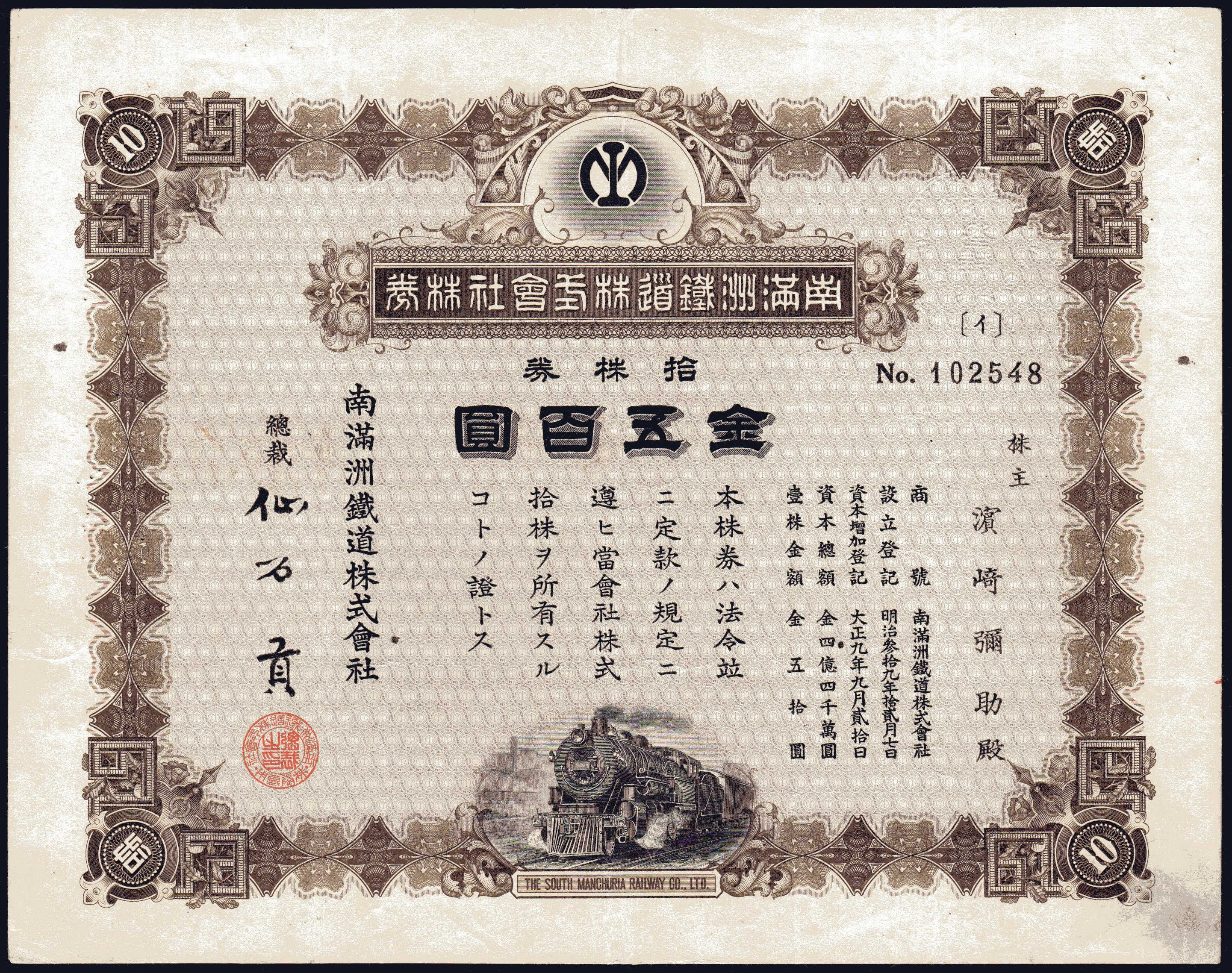
Action de la société des chemins de fer de Mandchourie du Sud en date du 1920

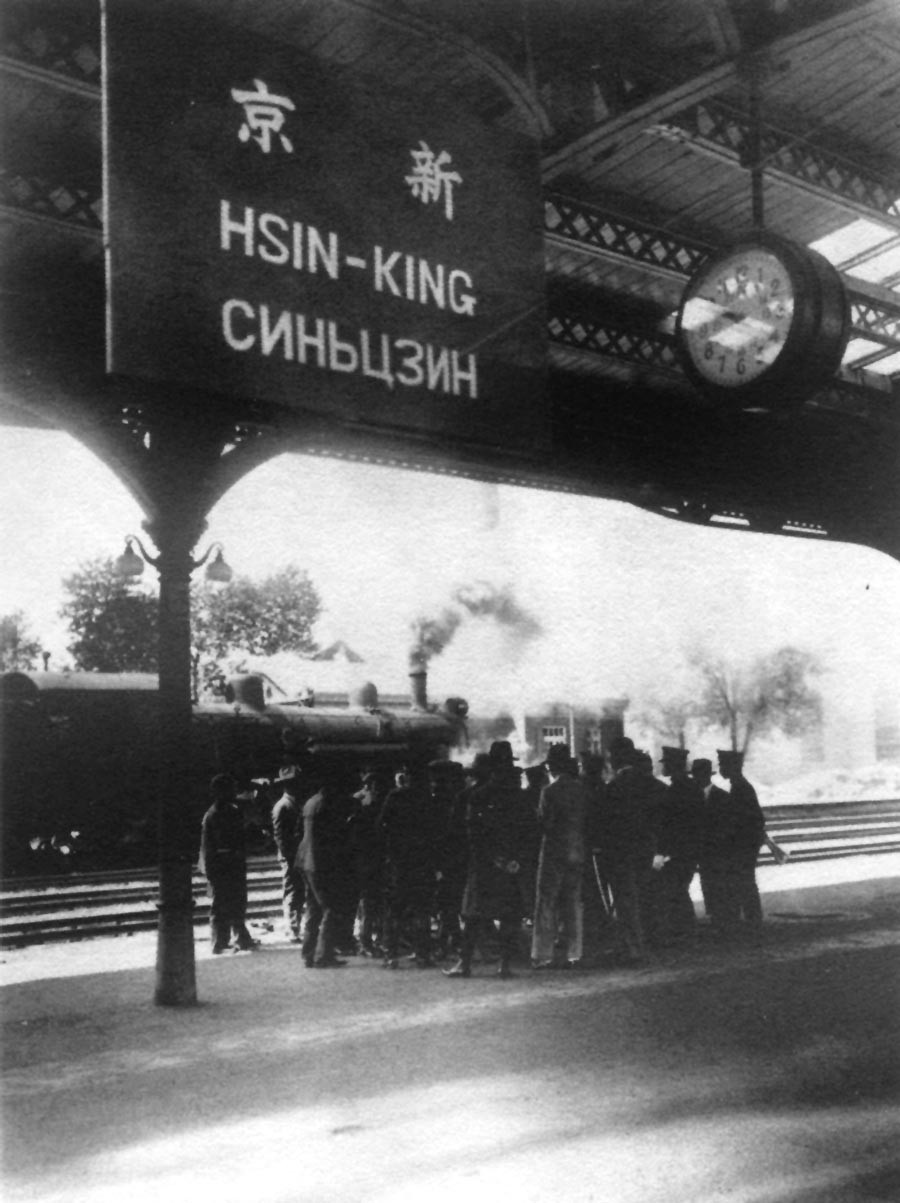
Gare de Hsinking (actuelle Changchun).

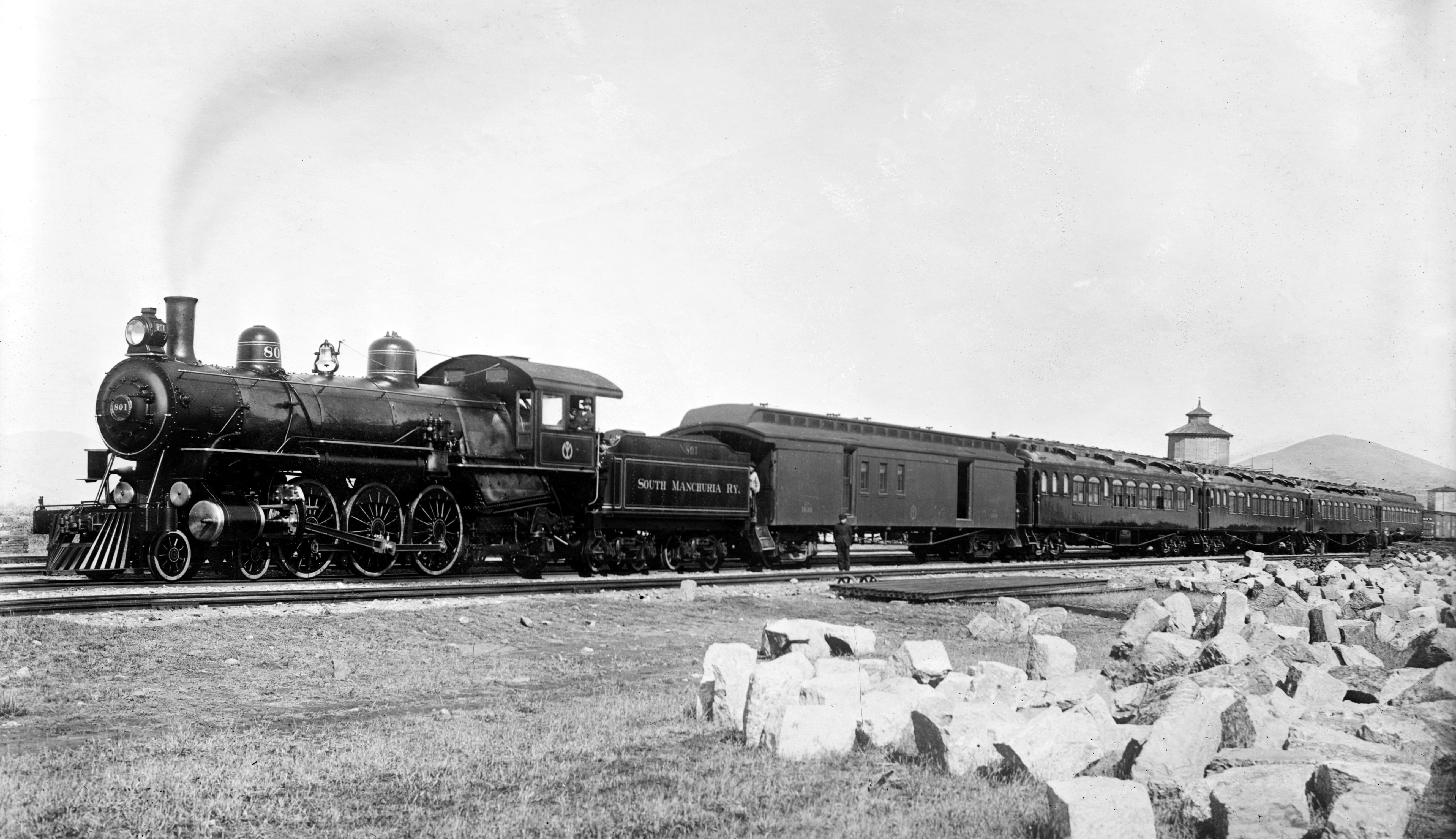
Train express des Chemins de fer de Mandchourie du Sud.

La société des chemins de fer de Mandchourie du Sud (南満州鉄道株式会社/南満洲鉄道株式会社, Minami Manshū tetsudō kabushiki-gaisha, ou 満鉄, Mantetsu) est une ancienne entreprise japonaise fondée en 1906, juste après la guerre russo-japonaise de 1905, qui opérait dans la zone ferroviaire de Mandchourie du Sud des territoires de Chine contrôlés par les Japonais. Le chemin de fer en lui-même s'étendait du port de Lüshun, à la pointe méridionale de la péninsule du Liaodong, jusqu'à Harbin, où il était relié au chemin de fer de l'Est chinois.

## Histoire

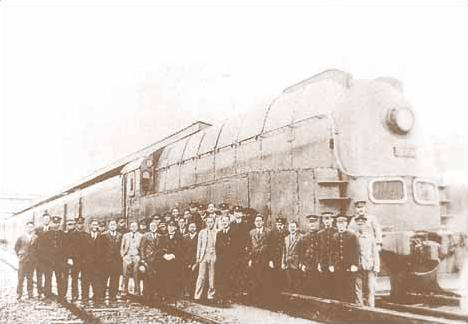
Locomotive de l'« Asia Express ».

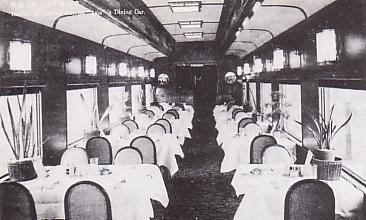
Wagon-restaurant des chemins de fer de Mandchourie du Sud.

À la suite de la victoire de l'empire du Japon sur la Russie impériale et la signature du traité de Portsmouth, la section la plus au sud de la branche méridionale (Harbin - Lüshun) du chemin de fer de l’Est chinois fut transférée sous le contrôle japonais. La dernière station demeurant entre les mains des Russes était Kuancheng ; la première station japonaise était Changchun,.
Une nouvelle compagnie semi-privée fut créée avec une capitalisation de 200 millions de Yens pour gérer le chemin de fer et pour développer des établissements et des industries le long de son itinéraire. Le comité organisateur était dirigé par le général Kodama Gentarō, et après sa mort, par le général Masatake Terauchi. Le comte Shimpei Gotō, ancien gouverneur japonais de Taïwan, fut le premier président, et le siège social de la compagnie fut établi à Dalian.
Une des premières tâches de la nouvelle compagnie fut de changer l'écartement des rails. Bien que cet écartement soit établi à l'origine sur la mesure russe (1520 mm), il avait été converti pendant la guerre par les troupes japonaises à 1067 mm, afin de faciliter le transport de matériel venant du Japon. Mais une fois que la nouvelle société des chemins de fer du Sud de la Mandchourie prit possession de la ligne, elle la modifia une nouvelle fois à la mesure standard (1435 mm). En 1907, un accord a été conclu entre les autorités japonaises et russes pour relier le chemin de fer du Sud de la Mandchourie à la ligne du nord, restant aux mains du chemin de fer russe de l'Est chinois. Selon l'accord, l'écartement des voies russes resteraient à la mesure « russe » de Kuancheng à la station « japonaise » de Changchun, et vice versa, les voies à la « mesure adoptée par le chemin de fer du Sud de la Mandchourie » (c'est-à-dire la mesure standard) démarreront de la station de Changchun à la station de Kuancheng.
Vers la fin 1907, la compagnie employait 9 000 Japonais et 4 000 Chinois. En 1910, ces nombres avaient grimpé jusqu'à 35 000 et 25 000 respectivement. Le chemin de fer utilisait une quantité importante de rails et d'équipement de signalisation de fabrication américaine, comme quelques locomotives à vapeur construites par American Locomotive Company de Dunkirk. Un directeur de l'Erie Railroad fut très impressionné par les chemins de fer du Sud de la Mandchourie qu'il décrit en 1913 comme étant « les seuls chemins de fer au monde à être comme nos chemins de fer américains (et ils sont, à parler franchement, les meilleurs) ».
La compagnie a rapidement augmenté le système hérité des Russes à des proportions impressionnantes, créant des mines de charbon à Fushun et à Yantai, et des équipements portuaires à Andong, Yingkou, et Dalian. À chaque station, la compagnie a construit des hôtels pour les voyageurs et des entrepôts pour les marchandises. Des colons japonais furent encouragés à s’installer en Mandchourie par la construction d'écoles, de bibliothèques, d'hôpitaux et de services publics. L'aile de recherche de la compagnie était la pièce maîtresse du programme colonial du Japon, et la recherche agronomique favorisait le développement de la culture du soja. La superficie des terres cultivées a augmenté de 70 % en 20 ans.
À partir de 1916, la compagnie a commencé à se défaire de certaines filiales, comme les aciéries Shōwa, les céramiques de Dalian, l'huile & la graisse de Dalian, le verre du Sud de la Mandchourie, ainsi que des minoteries, des moulins à cannes à sucre, des centrales électriques, des mines de schiste bitumineux et des usines chimiques.
Jusqu'en 1925, la compagnie contrôlait également les chemins de fer de Corée.
Les actifs de la compagnie s'élevaient à 163 millions de Yens en 1908 et dépassaient le milliard de Yens en 1930. La compagnie était de loin la plus grande société japonaise, et également la plus rentable, avec une moyenne des taux de rendement de 25 à 45 % par an. Pendant les années 1920, la compagnie fournissait plus d'un quart des impôts et taxes japonaises.
Plus de 75 % des revenus de la compagnie étaient générés par ses activités de fret, en particulier avec les exportations de soja vers le Japon et vers l'Europe. La production de soja a augmenté exponentiellement avec l'augmentation de la demande pour l'huile de soja, et pour la farine de soja pour les engrais et aliments pour animaux. En 1927, la moitié de l'offre mondiale en soja venait de Mandchourie et les efforts de la compagnie pour augmenter et exporter la production étaient un exemple classique d'une économie coloniale d'extraction ne dépendant que d'un seul produit.

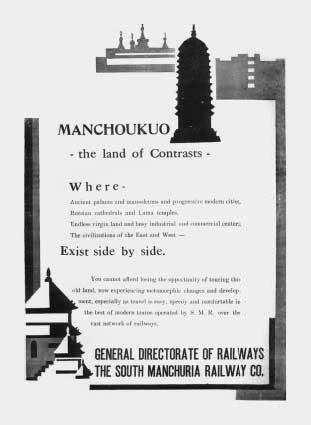
Publicité de 1937

Les chemins de fer du Sud de la Mandchourie avait le même rôle qu'un gouvernement, ils devaient contrôler le réseau ferroviaire après la création du Manchoukouo en 1932. En 1938, la compagnie avait 72 filiales, des projets de développement dans 25 zones urbaines et transportait 17 515 000 passagers par an. Entre 1930-1940, la population japonaise au Manchoukouo a augmenté de 800 000 personnes, la majorité dans les villes gérées par la compagnie. Celle-ci se vantait de faire de l'urbanisme de dernier cri, avec des réseaux d'égouts modernes, des parcs publics, et une architecture moderne et créatrice très en avance sur ce qui se trouvait au Japon même. Cette puissance due à la rentabilité énorme de la compagnie et à son pouvoir politique de saisir les biens et de faire taire l'opposition et la dissidence grâce à ses liens politiques avec les dirigeants militaires et totalitaires.
En 1934, la compagnie a inauguré l'« Asia Express », un train à grande vitesse de Dalian à Changchun, la capitale du Manchoukouo. Atteignant une vitesse de plus de 134 km/h, l'« Asia Express » était alors le train le plus rapide d'Asie.
Changchun est resté le point de rencontre entre la mesure russe et la mesure standard jusqu'aux années 1930, jusqu'à ce que le chemin de fer de l'Est chinois, acheté par le Manchoukouo, se convertisse à la mesure standard au milieu des années 1930.
En 1936 la société disposait de 466 locomotives, 554 voitures et 8134 wagons.
En 1945, l'Union soviétique a envahi le Manchoukouo. Le matériel ferroviaire fut pillé puis capturé par l'Union soviétique, certains éléments étaient encore en activité lorsque le gouvernement communiste de Chine rétablit son pouvoir sur la Mandchourie. La compagnie elle-même fut dissoute sur ordre des autorités américaines qui occupaient le Japon.

### Service de voitures-restaurants
En conjonction avec la publicité dans les périodiques de l'Office du tourisme du Japon, le chemin de fer a tenté de créer une culture culinaire unique au Mandchoukouo. Ils ont proposé une variété de plats spéciaux tels que le steak de bœuf Yamato, le barbecue mongol et la confiserie au sorgho vulgare (kaoliang) dans les voitures-restaurants le long de la ligne et à l'hôtel Yamato exploité par chemin de fer. Il y avait cependant peu d'intérêt dans la cuisine après la chute du Mandchoukouo .

## Liste des présidents

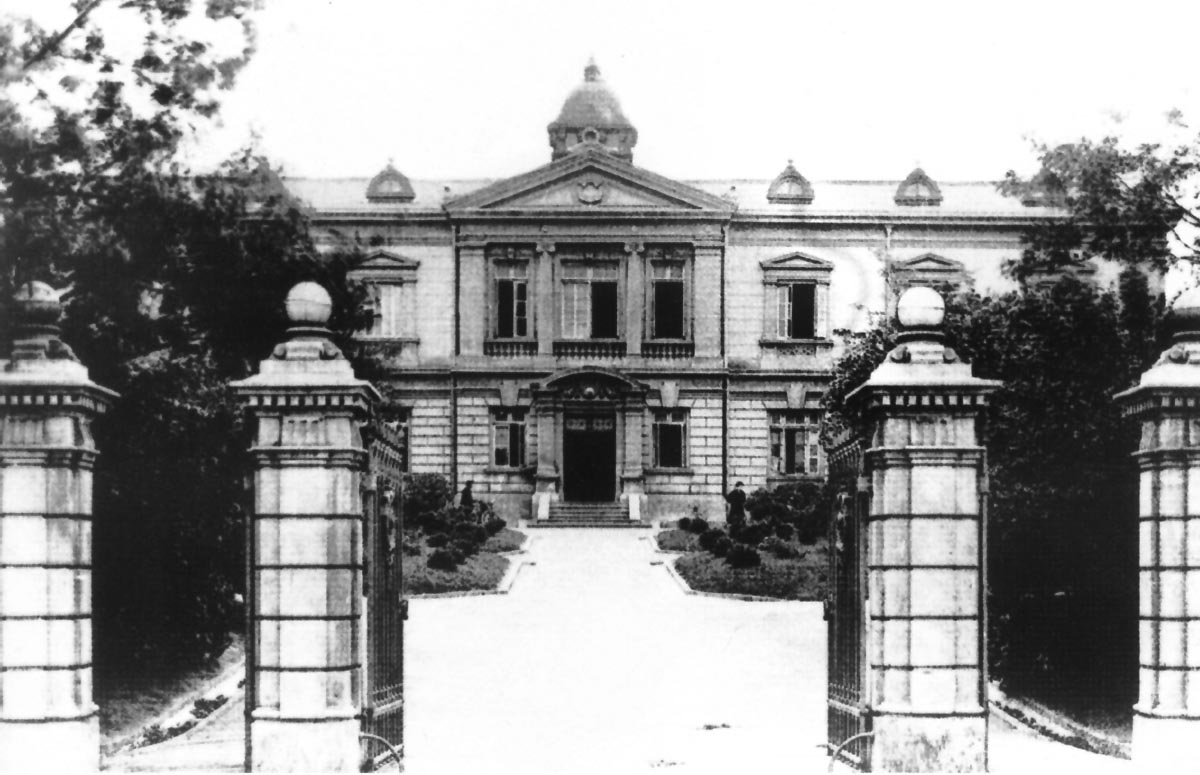
Siège de la compagnie à Dalian.

|    | Nom                 | De               | À                 |
| -- | ------------------- | ---------------- | ----------------- |
| 1  | Gotō Shinpei        | 13 novembre 1906 | 14 juillet 1908   |
| 2  | Nakamura Yoshikoto  | 19 décembre 1908 | 18 décembre 1913  |
| 3  | Ryutaro Nomura      | 19 décembre 1913 | 15 juillet 1914   |
| 4  | Yujiro Nakamura     | 15 juillet 1914  | 31 juillet 1917   |
| 5  | Shimbei Kunisawa    | 31 juillet 1917  | 12 avril 1919     |
| 6  | Ryutaro Nomura      | 12 avril 1919    | 31 mai 1921       |
| 7  | Hayakawa Senkichirō | 31 mai 1921      | 14 octobre 1922   |
| 8  | Takeji Kawamura     | 24 octobre 1922  | 22 juin 1924      |
| 9  | Banichiro Yasuhiro  | 22 juin 1924     | 19 juillet 1927   |
| 10 | Yamamoto Jōtarō     | 19 juillet 1927  | 14 août 1929      |
| 11 | Mitsugu Sengoku     | 14 août 1928     | 13 juin 1931      |
| 12 | Uchida Kosai        | 13 juin 1931     | 6 juillet 1932    |
| 13 | Hakutaro Hayashi    | 26 juillet 1932  | 2 août 1935       |
| 14 | Yōsuke Matsuoka     | 2 août 1935      | 24 mars 1939      |
| 15 | Takuichi Ohmura     | 24 mars 1939     | 14 juillet 1943   |
| 16 | Naoto Kohiyama      | 14 juillet 1943  | 11 avril 1945     |
| 17 | Motoki Yamazaki     | 5 mai 1945       | 30 septembre 1945 |

## Source de la traduction
- (en) Cet article est partiellement ou en totalité issu de l’article de Wikipédia en anglais intitulé « South Manchuria Railway » (voir la liste des auteurs).